# Žiar (1007 m)
Žiar (1007 m) – szczyt na zachodnim krańcu Niżnych Tatr na Słowacji. Należy do tzw. Grupy Salatynów. Jest kulminacją dobrze wyodrębnionego kilkuwierzchołkowego grzbietu. Północno-zachodnie stoki opadają do Doliny Rewuckiej (Revúcka dolina) oddzielającej Niżne Tatry od Wielkiej Fatry. Wzdłuż podnóży tych prowadzi droga krajowa nr 59. Stoki południowo-zachodnie opadają do doliny potoku Lúžňanka i miejscowości Liptovská Osada, północno-wschodnie do doliny potoku Strelovec. W kierunku południowo-wschodnim od kulminacji  Žiaru ciągnie się kilkuwierzchołkowy grzbiet, nad zabudowanymi obszarami miejscowości Liptovská Lúžna zakręcający na północny wschód i od wschodu opadający do doliny Červenego potoku. 
Žiar jest całkowicie porośnięty lasem. W stokach opadających do miejscowości Liptovská Osada znajdują się duże skalne ściany i urwiska.